# Aetideidae
Aetideidae é uma família de copépodes pertencentes à ordem Calanoida.

## Géneros
Géneros:
- Aetideopsis Sars, 1903
- Aetideus Brady, 1883
- Aetidius Brady, 1883